# Maria Benedita de Castro Canto e Melo
Maria Benedita de Castro do Canto e Melo, Baronesa consorte de Sorocaba (São Paulo, 18 de Dezembro de 1792 — Rio de Janeiro, 5 de Março de 1857) foi uma nobre brasileira.

## Família

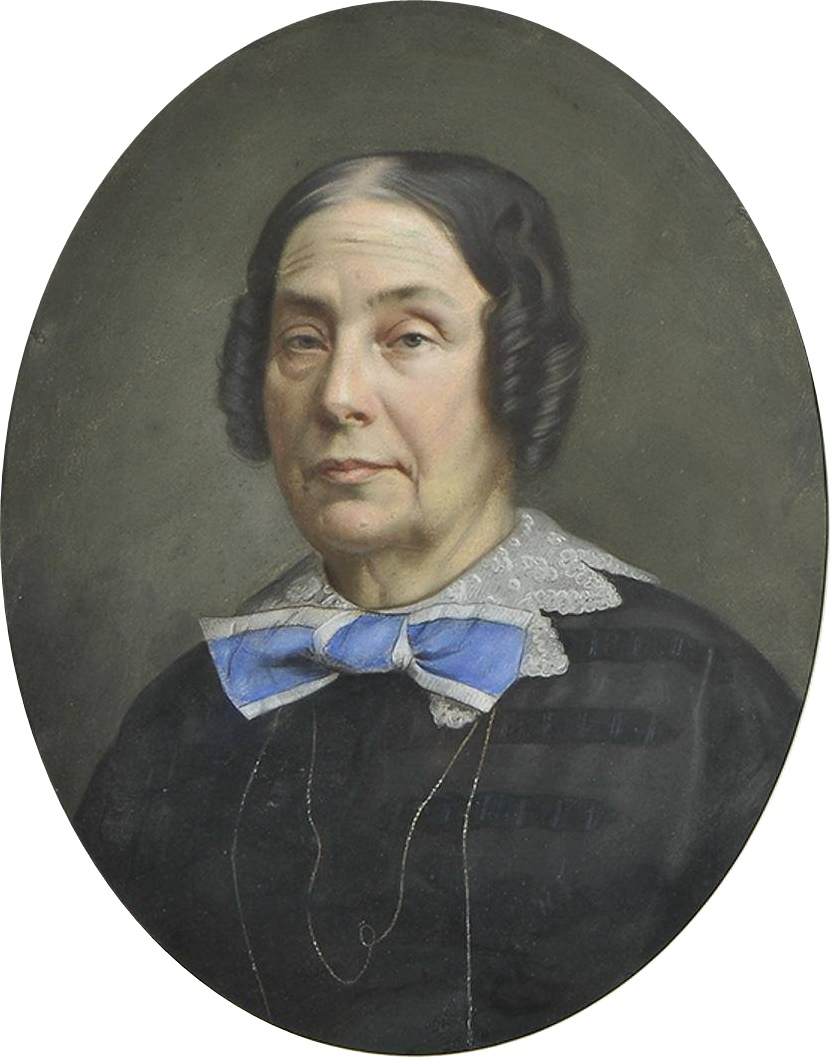
Uma pintura da Baronesa

Filha de João de Castro Canto e Melo, 1.º Visconde de Castro, e de sua esposa Escolástica Bonifácia de Toledo Ribas, Viscondessa consorte de Castro. Era irmã de Domitila de Castro Canto e Melo, Marquesa de Santos, amante do Imperador Dom Pedro I, e de João de Castro do Canto e Melo, 2.º Visconde de Castro. Foi também amante do Imperador.

## Casamento e descendência
Em São Paulo, em 8 de Julho de 1812, casou com Boaventura Delfim Pereira, Barão de Sorocaba. Do casamento houve descendência, mas o segundo filho, Rodrigo Delfim Pereira, foi sempre considerado como filho ilegítimo de D. Pedro I do Brasil. Sua filha Margarida de Castro Delfim Pereira casou pela primeira vez com António Alves Gomes Barroso e pela segunda vez com Leopoldo Augusto da Câmara Lima, 1.º Barão de São Nicolau. Seu filho Rodrigo Delfim Pereira casou no Rio de Janeiro a 14 de Novembro de 1851 com D. Carolina Maria Bregaro.